# Detrík
Detrík je obec na Slovensku v okrese Vranov nad Topľou v Prešovském kraji na úpatí Ondavské vrchoviny poblíž přehrady Veľká Domaša. Žije zde 54 obyvatel.

## Poloha
Obec leží v jižní části Nízkých Beskyd v Ondavské vrchovině na Surovém potoce v povodí řeky Ondavy západně od vodní nádrže Veľká Domaša. Mírně členitý povrch území tvořený terciérním flyšem je v nadmořské výšce v rozmezí 300 až 534 m, střed obce je ve výšce 345 m n. m. Hornatý povrch území je tvořen pískovcem a jílovcem. V okolí obce je odlesněná část, zbytek území tvoří nesouvislý lesní porost tvořený buky, duby, habry a břízy.
Sousedními obcemi jsou Bžany na severu a severovýchodě, Kvakovce na východě a jihovýchodě, Michalok a Skrabské na jihu a Vavrinec na západě.

## Historie
První písemná zmínka o obci je z roku 1248, kdy král Béla IV. daroval statek v Šarišské župě Detrikovi, synu Mohola z rodu Abovců. Další písemná zmínka je z roku 1363, kde je uváděna jako Dythryhuagasa, později v roce 1410 jako Detrah a od roku 1808 jako Detrík, maďarsky Detrík, Detre.
Do objevení darovací listiny se uváděl vznik obce na zákupním právu šoltysem Detrikem s usedlíky. Obec náležela k panství Čičava, od 16. století k panství hradu Skrabské, později Báthoryovcům a Csákyovcům.
V roce 1493 byly v obci tři usedlosti, v roce 1556 byla daněna ze čtyř port. V roce 1715 obec měla 11 domácností, v roce 1787 žilo v 46 domech 317 obyvatel a v roce 1900 zde žilo 139 obyvatel.
Hlavním zdrojem obživy bylo zemědělství, povoznictví a dřevorubectví.

## Církev
Obec náleží pod řeckokatolickou farnost Matiyška, děkanátu Hanušovce nad Topľou, archeparchie prešovské. V obci je řeckokatolický chrám svatého Michaela archanděla z let 1808–1812.

## Památky
Chrám svatého Michaela archanděla je jednolodní orientovaná barokně klasicistní stavba s půlkruhovým zakončením kněžiště a představěnou věží na západním průčelí. V roce 1924 a po roce 1945 byl renovován. Interiér je zaklenut pruskými klenbami. Z původního vybavení se v interiéru zachoval svatostánek na oltáři a kamenná klasická křtitelnice. Fasády jsou hladké, členěné půlkruhovými okny. Věž je zakončena barokní helmou s polygonální lucernou.